# Черськ (гміна)
Гміна Черськ (пол. Gmina Czersk) — місько-сільська гміна у північній Польщі. Належить до Хойницького повіту Поморського воєводства.
Станом на 31 грудня 2011 у гміні проживало 21551 особа.

## Територія
Згідно з даними за 2007 рік площа гміни становила 379.85 км², у тому числі:
- орні землі: 29.00%
- ліси: 62.00%

Таким чином, площа гміни становить 27.84% площі повіту.

## Населення
Станом на 31 грудня 2011:
| Опис     | Загалом | Загалом | Чоловіки | Чоловіки | Жінки | Жінки |
| -------- | ------- | ------- | -------- | -------- | ----- | ----- |
| одиниця  | осіб    | %       | осіб     | %        | осіб  | %     |
| все      | 21551   | 100     | 10714    | 49.71    | 10837 | 50.29 |
| міське   | 10065   | 100     | 4896     | 48.64    | 5169  | 51.36 |
| сільське | 11486   | 100     | 5818     | 50.65    | 5668  | 49.35 |

## Сусідні гміни
Гміна Черськ межує з такими гмінами: Бруси, Каліська, Карсін, Осечна, Стара Кішева, Тухоля, Хойніце, Чарна Вода, Шлівіце.